# Michael Kube
Michael Kube (* 1968 in Kiel) ist ein deutscher Musikwissenschaftler.

## Leben
Michael Kube studierte an der Christian-Albrechts-Universität zu Kiel Musikwissenschaft bei Friedhelm Krummacher und Heinrich W. Schwab, ferner Kunstgeschichte und Volkskunde.
Seit 1998 ist er wissenschaftlicher Mitarbeiter an der Neuen Schubert-Ausgabe in Tübingen; Mitglied der Editionsleitung seit 2002. Privatdozent an der Universität Würzburg sowie Lehrbeauftragter an der Universität Tübingen und an der Hochschule für Musik und Darstellende Kunst Stuttgart.
Zu seinen Forschungsschwerpunkten zählen insbesondere die Kammermusik des 19. Jahrhunderts, die Musikgeschichte der musikalischen Moderne sowie die Musikgeschichte Skandinaviens.

## Auszeichnung
- 2016 Deutscher Musikeditionspreis

## Veröffentlichungen
- Schriftenverzeichnis
- Michael Kube – Worldcat-Identities

| Personendaten    | Personendaten                  |
| ---------------- | ------------------------------ |
| NAME             | Kube, Michael                  |
| KURZBESCHREIBUNG | deutscher Musikwissenschaftler |
| GEBURTSDATUM     | 1968                           |
| GEBURTSORT       | Kiel                           |